# Patrioti Uniti
Patrioti Uniti (in bulgaro: Обединени Патриоти) è stata una coalizione elettorale costituitasi nel 2017 su iniziativa di tre partiti politici della destra nazionalista bulgara:
- il Movimento Nazionale Bulgaro (VMRO-BND) di Krasimir Karakačanov;
- il Fronte Nazionale per la Salvezza della Bulgaria (NFSB) di Valeri Simeonov;
- Unione Nazionale Attacco (Ataka) di Volen Siderov.

## Storia

### Nascita delFronte Patriottico
Precursore della formazione è stato il Fronte Patriottico (Патриотичен фронт), alleanza siglata nel 2014 tra VMRO-BND e NFSB e alla quale presero parte diversi soggetti politici minori, segnatamente:
- Alleanza Civile per la Democrazia Reale (GORD) di Slavčo Binev;
- Ideale Nazionale per l'Unità (НИЕ) di Boris Jacev;
- Classe Mitteleuropea (СЕК) di Georgi Manev;
- Associazione Patriota di Valentin Nikolov;
- Bulgaria Unita di Grigor Velev;
- Movimento Nazionale BG Patriota di Petăr Haralampiev;
- Unione delle Forze Patriottiche Protezione di Jordan Veličkov;
- Associazione Nazionale della Soldateria Alternativa per l'Onore della Spallina del Tenente generale in pensione Petăr Iliev;
- Movimento Nazionale per la Salvezza della Patria (NDSO) di Todor Rašev;
- Partito Nazionale-Democratico (НДП) di Dimităr Stojanov;
- Libertà di Pavel Černev;
- Rinascita della Patria di Jordan Mutafčiev[1].

L'alleanza aveva come obiettivi "il rilancio dell'economia bulgara, la lotta contro i monopoli, la modernizzazione del sistema sanitario e di quello scolastico ed una magistratura equa e non corrotta".
La lista fece il suo esordio in occasione delle elezioni parlamentari del 2014, allorché ottenne il 7,28% dei voti con 19 deputati all'Assemblea Nazionale bulgara. Nel novembre 2014 entra a far parte della maggioranza parlamentare a sostegno del nuovo governo guidato da Bojko Borisov.
Alle elezioni presidenziali del 2016 sostiene la candidatura di Krasimir Karakačanov, che si colloca al terzo posto con il 14,9%.

### L'accordo conAtaka
In vista delle elezioni parlamentari del 2017 i partiti dell'alleanza giunsero ad un accordo elettorale con Ataka dando vita ad un nuovo soggetto unitario, Patrioti Uniti; questo ottenne il 9,3% con 27 seggi ed entrò nella compagine governativa guidata dal Primo ministro Bojko Borisov.

### Dissoluzione
Alle elezioni europee del 2019 la coalizione si sfalda e i tre soggetti appartenenti alla coalizione concorrono autonomamente con proprie liste: VMRO ottiene il 7,1%, NFSB l'1,1% e Ataka l'1%.